# 胡国珍
胡 国珍（こ こくちん、439年 - 518年）は、北魏の外戚。霊太后の父であり、孝明帝の外祖父にあたる。字は世玉。本貫は安定郡臨涇県。

## 経歴
胡淵の子として生まれた。若くして学問を好み、清廉質実な態度を尊んだ。491年（太和15年）、父の武始侯の爵位を嗣いだ。492年（太和16年）、爵位を伯に降格された。娘（のちの霊太后）が選抜されて宣武帝の後宮に入り、皇子（のちの孝明帝）を生んだ。515年（延昌4年）、孝明帝が即位すると、国珍は光禄大夫の位を受けた。霊太后が臨朝称制すると、国珍は侍中の任を加えられ、安定郡公に封じられた。任城王元澄の推挙を受けて、禁中に出入りできるようになり、朝政の諮問を受けるようになった。10月、侍中のまま、中書監・儀同三司に進んだ。高陽王元雍・清河王元懌・広平王元懐とともに門下に入り、国政全般を監督した。後に崔光とともに孝明帝に経学を講義し、禁中に宿直した。刑事行政について上表して、意見したところはみな施行された。516年（熙平元年）8月、使持節・都督雍涇岐華東秦豳六州諸軍事・驃騎大将軍・開府儀同三司・雍州刺史の任を加えられた。国珍が老齢であることを霊太后が気遣って、実際に雍州に赴任することはなかった。517年（熙平2年）4月、侍中のまま司徒公に上った。
国珍は仏法を尊び、時節に合わせて潔斎し、礼拝をおこなった。老齢ではあったが、馬に跨がって侍従することができた。518年（神亀元年）4月12日、死去した。享年は80。仮黄鉞・使持節・侍中・相国・都督中外諸軍事・太師・領太尉公・司州牧の位を追贈され、太上秦公と追号され、九錫を加えられた。諡は文宣公といった。

## 妻子

### 妻
- 皇甫氏（? - 502年、京兆郡君、秦太上君、昭霊后）
- 梁氏（継室。趙平郡君。胡祥を生んだ）

### 子女
- 霊太后
- 胡玄輝（馮翊郡君）
- 胡祥（字は元吉、安定公の爵位を嗣ぎ、殿中尚書・中書監・侍中を歴任した。東平郡公に改封された）

#### 養子
- 胡僧洗（? - 537年、国珍の兄の胡真の子で、国珍の養子となった。字は湛輝。爰徳県公に封じられ、中書監・侍中となり、濮陽郡公に改封された）

## 伝記資料
- 『魏書』巻83下 列伝第71下
- 『北史』巻80 列伝第68